# ميشيل لينتز
ميشيل لينتز (Michel Lentz) (1820 – 1893) هو شاعر لوكسمبورغي. يعتبر من أهم الشخصيات في الأدب اللوكسمبورغي بجانب كل من ديكس وميشيل رودانج.
وهو الشاعر الذي كتب النشيد الوطني للوكسمبورغ «وطننا» Ons Heemecht.
دفن في مقبرة ليمبرتسبرغ، وبعد موت إدموند دو لافونتين الشهير بديكس، وهو شاعر شهير أيضا، تمت إقامة نصب تذكاري هو نصب ديكس ولينتز في ميدان بلاس دارم في مدينة لوكسمبورغ.
وكان لينتز شاعرا وطنيا في المقام الأول.